# コシナ
株式会社コシナ（英: COSINA CO.,LTD.）は長野県中野市に本社を置く光学機器メーカーである。本社所在地は長野県中野市大字吉田1081。
会社名は社長の出身地である中野市大字越（越「コシ」＋中野の「ナ」）に由来する。

## 概要
自社一眼レフカメラの製造では知名度を持たなかったが、他社へのOEM供給などで実績を作った。一時は国産有力カメラメーカーの普及クラスの一眼レフの多くがコシナからのOEM製品であった。35mmまた28mm～210mm交換ズームレンズなど他社も追随するユニークな製品を作り出している。
1999年にはプルス・フォトおよびリング・フォトからドイツの老舗光学器械メーカーであるフォクトレンダー（Voigtländer）の商標使用権を獲得し、以後ライカMシリーズとレンズマウントの互換性を有したレンジファインダーカメラ「フォクトレンダー・ベッサ」シリーズやカール・ツァイス（Carl Zeiss）と共同開発したツァイスブランドの「ツァイス・イコン（Zeiss Ikon）」を発売し、一躍カメラメーカーとしての名を広めた。

## 沿革
- 1959年2月 - 「（株）ニコー」として創業。写真用光学レンズ加工と組み立ての下請け企業であった。古くから「NIKO」のブランドで海外で最初に著名になる。
- 1963年1月 - 第二工場設立。鏡枠の製造に着手。組み立て・調整までの一貫生産となる。
- 1966年1月 - 35mmコンパクトカメラ、フィルム使用の8ミリ映画用カメラ製造開始。
- 1968年1月 - カメラ工場設立（現本社）。
- 1968年2月 - ガラス熔解工場設立（現小布施事業所）。ガラスの熔解、レンズ製造、カメラ組み立て、完成までの一貫製造メーカーとして日本で屈指の光学器械製造企業となる。
- 1969年7月 - 35mm一眼レフカメラ製造開始。
- 1972年12月 - 飯山工場設立。
- 1973年3月 - 社名を「（株）コシナ」に変更。
- 1977年4月 - CCTVカメラ用レンズ製造開始。
- 1979年9月 - ビデオカメラ用ズームレンズ製造開始。
- 1980年3月 - 飯山コシナ七瀬工場設立。
- 1983年3月 - OEMを含む各種一眼レフマウント用交換レンズ製造開始。
- 1985年8月 - ENG/EFP/スタジオカメラ用ズームレンズ製造開始。
- 1987年10月 - 研究開発本部設立。
- 1989年 - 液晶プロジェクター光学ユニット製造開始。
- 1993年 - AF一眼レフカメラ用交換レンズ製造開始。
- 1999年 - フォクトレンダーブランドの商標使用許諾を得る。以後レンジファインダーカメラ「ベッサ」シリーズや一眼レフカメラ「ベッサフレックス」、各種交換レンズ群を発売する。
- 2002年 - （株）コシナ、（株）飯山コシナ、（株）コシナ光学研究所の三社が合併し、株式会社コシナとなる。
- 2005年 - カール・ツァイスと提携し、レンジファインダーカメラ「ツァイス・イコン」とカール・ツァイスT*ZMマウントレンズを発売することを発表。
- 2005年 - 富士フイルムイメージングと「ツァイス・イコン」「ベッサ」の販売契約を締結。
- 2010年 - マイクロフォーサーズシステムへの企画賛同。[2]
- 2011年 - ソニーEマウントシステムへの企画賛同。[3]
- 2016年 - ツァイスOtusシリーズ、フォクトレンダーEマウントレンズ発売開始。

## 主な製品
一般向けに発売されている製品としては

### カール・ツァイス（Carl Zeiss）ブランドの製品。
詳細は「ビオゴン」「ディスタゴン」「プラナー」、「ゾナー」「テッサー」「Touit」を参照

### 自社ブランド製品。

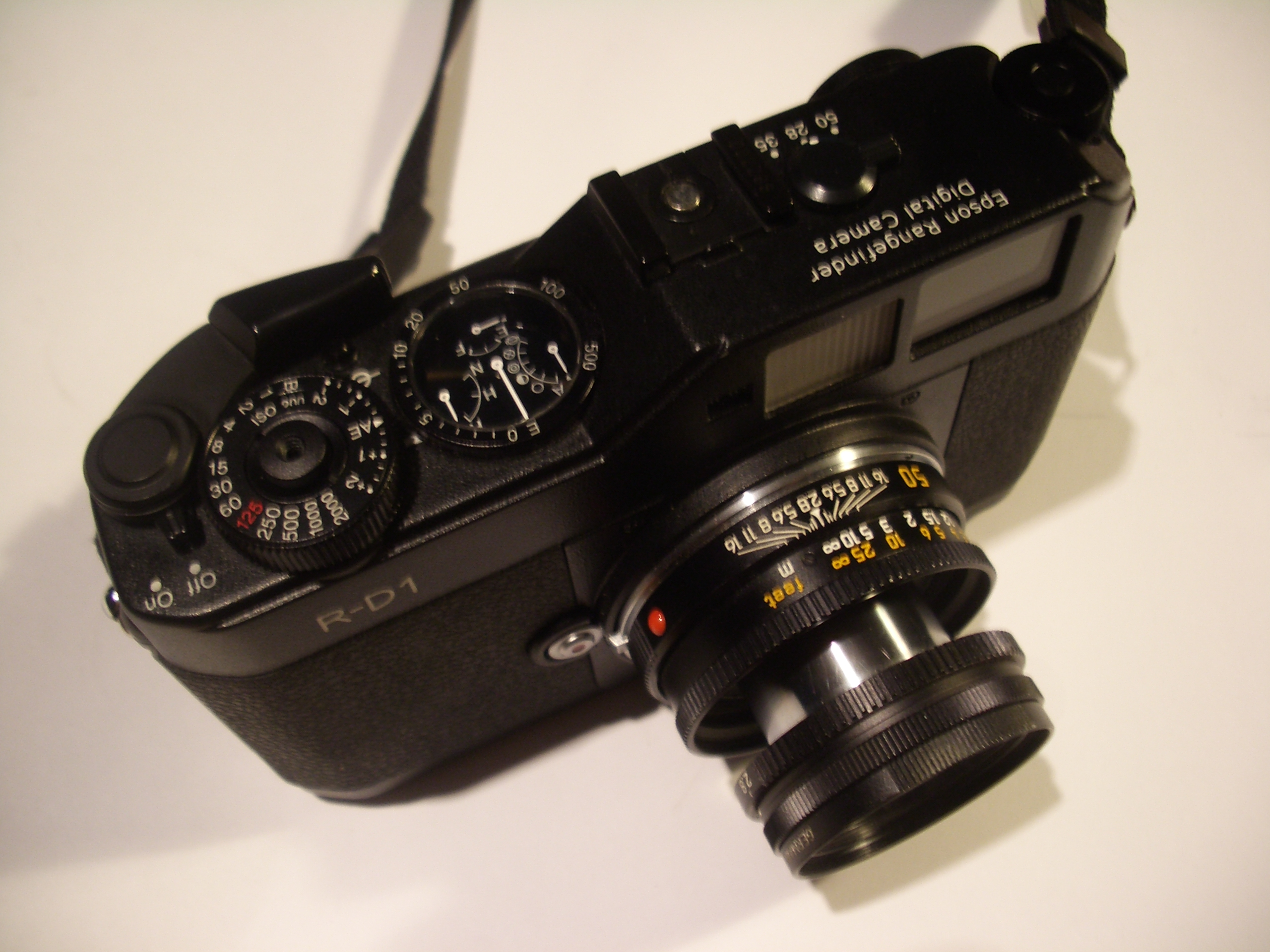
エプソンR-D1

またローライから発売されているレンジファインダー・カメラローライ35RFや、セイコーエプソンから発売されているレンジファインダー・デジタルカメラ「R-D1」シリーズは、ベッサRシリーズを原型としている。2003年には、トプコンのライセンスの元で一眼レフ用マニュアルレンズオートトプコール58mmF1.4を復刻している。ロモから発売されている「ロモLC-A」は、コシナ「CX-2」をコピーしたものといわれる。